# جداشدگی خلفی زجاجیه
جداشدگی زجاجیه خلفی (PVD) به وضعیتی در چشم گفته می‌شود که در آن زجاجیه از شبکیه جدا شده باشد. این به جدا شدن غشای هیالوئید خلفی از شبکیه در هر نقطه خلفی از قاعده زجاجیه (a ۳–۴) اشاره دارد.
این وضعیت در افراد مسن شایع است. بیش از ۷۵ درصد از افراد بالای ۶۵ سال به آن مبتلا می‌شوند. اگرچه این مشکل در میان افراد ۴۰ یا ۵۰ ساله کمتر شایع است، اما برای این گروه سنی هم نادر نیست. برخی تحقیقات نشان داده‌است که این عارضه در بین زنان شایع تر است.

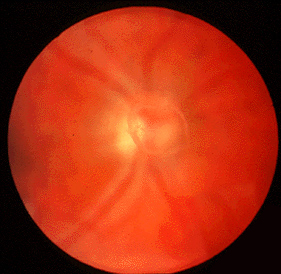
حلقه وایس: یک شناور بزرگ حلقه ای شکل که گاهی در صورت رها شدن در زجاجیه از پشت چشم دیده می‌شود.